# Кайнар (Байтерецький район)
Кайна́р (каз. Қайнар) — село у складі Байтерецького району Західноказахстанської області Казахстану. Входить до складу Атамекенського сільського округу.
До 2022 року село називалось Новеньке.
Населення — 649 осіб (2021; 767 у 2009, 762 у 1999, 797 у 1989).